# Premoñu
Premoñu oder Premoñu de Valdunu ist ein Ort in Asturien. Er liegt westlich von Oviedo am Camino Primitivo. Administrativ gehört er zum Municipio Las Regueras.
In der Sankt-Annen-Kapelle aus dem 16. Jahrhundert wird eine hölzerne Figur aufbewahrt, die die heilige Anna zeigt, wie sie Maria Lesen lehrt. Im Mittelalter verfügte Premoñu über ein Pilgerhospiz, das sich in einem Haus befand, das heute La Portalada genannt wird.